# Bruskî, Putîvl
Bruskî (în ucraineană Бруски) este un sat în comuna Buneakîne din raionul Putîvl, regiunea Sumî, Ucraina.

## Demografie
Componența lingvistică a localității Bruskî
     Rusă (97,42%)
     Ucraineană (2,58%)
Conform recensământului din 2001, majoritatea populației localității Bruskî era vorbitoare de rusă (97,42%), existând în minoritate și vorbitori de ucraineană (2,58%).